# Bahnhof Pyskowice

Der Bahnhof Pyskowice ist der Bahnhof der polnischen Stadt Pyskowice.

## Geschichte

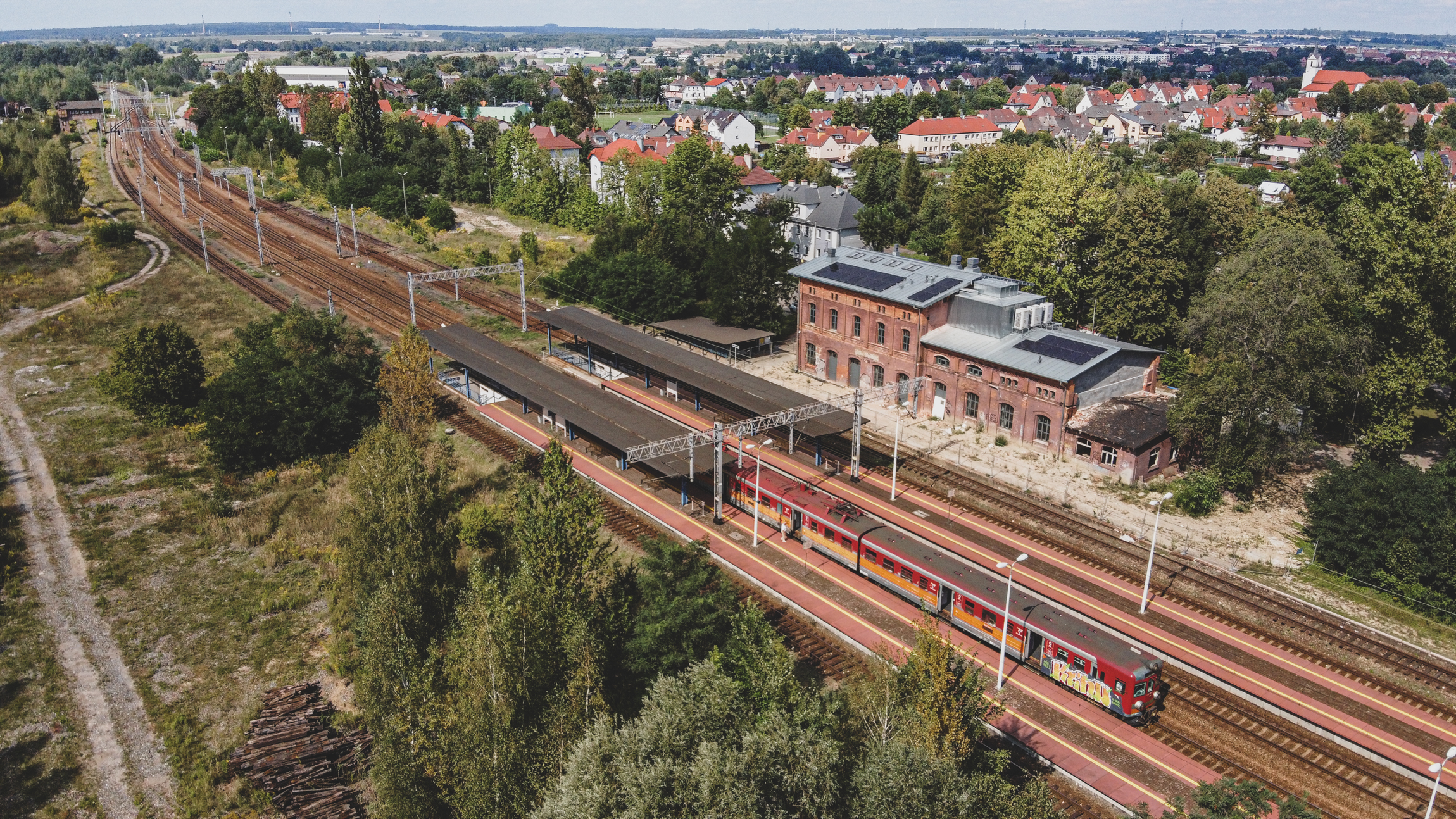
Bahnhof Psykowice (2022)

Der Bahnhof Peiskretscham wurde am 15. August 1879 eröffnet. In seiner Umgebung wurden 1937 und 1943 über dem Tal des Flusses Drama mehrere Ziegel- und Betonbrücken erbaut, deren genaue Funktion unklar ist. Zwischen 2010 und 2014 wurde der Bahnhof im Rahmen der Arbeiten entlang des Eisenbahnkorridors E30 revitalisiert.
Die Eisenbahn erreichte Peiskretscham mit Eröffnung der Verbindung nach Breslau über Tost am 15. August 1879. Diese Verbindung wurde in den nächsten Jahren bis Beuthen verlängert. Ab 1880 gab es Verbindungen nach Gleiwitz-Laband, Zabrze und Borsigwerk (Mikulczyce). Damit wurde Peiskretscham innerhalb kürzester Zeit zu einem wichtigen Knotenpunkt im deutschen Schienennetz. Gleichzeitig begann der Bau des Bahnbetriebswerkes. So entstanden u. a. der Ringlokschuppen, das Stellwerk und eine Eisenbahnersiedlung. 1913 wurde die Sandbahngesellschaft des Grafen von Ballestrem eröffnet.
Die Bedeutung des Ortes stieg zusätzlich, als bei der Teilung Oberschlesiens Tarnowitz (Tarnowskie Góry) mit seinem großen Rangierbahnhof Polen zugesprochen wurde. Peiskretscham stellte wegen seiner Lage verkehrstechnisch ein Tor zum Oberschlesischen Industriegebiet dar, und daher wurde in den 1930er Jahren ein neuer Rangierbahnhof erbaut, einer der größten im Osten Deutschlands. Zwischen 1937 und 1943 entstanden daher über dem Tal des Flusses Drama mehrere Ziegel- und Betonbrücken. Ihre geplante Funktion ist nicht eindeutig geklärt.
Das Bahnhofsgebäude ist heute ein Kulturzentrum.

## Sehenswürdigkeiten
In den 1980er Jahren entstand die Idee, im ehemaligen Bahnbetriebswerk Pyskowice ein Eisenbahnmuseum zu eröffnen.